# Arthur J. Ornitz
 Arthur Jacob Ornitz, född 28 november 1916 i New York, död där 10 juli 1985, var en amerikansk filmfotograf. Han var son till manusförfattaren Samuel Ornitz (1890–1957).
Arthur Ornitz fotade ett 50-tal filmer mellan 1940 och 1983. Han regisserade också den Oscarsnominerade kortfilmen Wanted, A Master (1936) tillsammans med Gunther von Fritsch.

## Filmografi (urval)
- 1950 – På kryss mot äventyret
- 1951 – Kranes konditori
- 1951 – Ukjent mann
- 1952 – Vi arme syndere
- 1973 – Serpico